# مايكل بلومفيلد
مايكل بلومفيلد (بالإنجليزية: Michael J. Bloomfield)‏ (و. 1959 – م) هو ضابط، ورائد فضاء من الولايات المتحدة الأمريكية . ولد في فلينت .

## ريادة الفضاء
شارك في المهمات الفضائية:
- STS-97
- STS-110
- STS-86.

## التعليم
تعلم في U.S. Air Force Test Pilot School، وأكاديمية سلاح الجو الأمريكي

## الخدمة العسكرية
خدم في القوات الجوية الأمريكية.